# Burni Tunjang
Burni Tunjang är ett berg i Indonesien.   Det ligger i provinsen Aceh, i den västra delen av landet, 1 600 km nordväst om huvudstaden Jakarta. Toppen på Burni Tunjang är 1 483 meter över havet, eller 57 meter över den omgivande terrängen. Bredden vid basen är 1,0 km.
Terrängen runt Burni Tunjang är varierad.Runt Burni Tunjang är det mycket glesbefolkat, med 5 invånare per kvadratkilometer. I omgivningarna runt Burni Tunjang växer i huvudsak städsegrön lövskog.